# Catar en los Juegos Olímpicos de Atlanta 1996
Catar estuvo representado en los Juegos Olímpicos de Atlanta 1996 por un total de 12 deportistas masculinos que compitieron en 4 deportes.
El portador de la bandera en la ceremonia de apertura fue el atleta Ibrahim Ismail Muftah. El equipo olímpico catarí no obtuvo ninguna medalla en estos Juegos.